# Endlicheria punctulata
Endlicheria punctulata är en lagerväxtart som först beskrevs av Carl Christian Mez, och fick sitt nu gällande namn av C. K. Allen. Endlicheria punctulata ingår i släktet Endlicheria och familjen lagerväxter. Inga underarter finns listade i Catalogue of Life.